# Тодор Димитров (политик)
Вижте пояснителната страница за други личности с името Тодор Димитров.
Тодор Атанасов Димитров е български политик от партия ГЕРБ в XLI народно събрание. Избран за мажоритарен депутат от 18-и избирателен район – Разград.
Магистър по право на Бургаския свободен университет. По професия е адвокат, специализиран в търговско и корпоративно право.
От 14 до 27 юли 2009 г. Тодор Атанасов Димитров е заместник-председател на Парламентарната група на партия ГЕРБ. От 28 юли 2009 г. до 9 февруари 2011 г. е съпредседател на Парламентарната група на партия „ГЕРБ“. На 9 февруари 2011 г. отново става заместник-председател на Парламентарната група на ГЕРБ. От 29 юли 2009 г. е заместник-председател на Комисията по правните въпроси. От 16 до 21 юли 2009 г. е член на Временната комисия по Правилника за организацията и дейността на Народното събрание. От 2 септември до 2 декември 2009 г. е заместник-председател на Временната анкетна комисия за проверка на сигналите за опорочаване на изборите за Народно събрание от 5 юли 2009 г. От 11 февруари до 13 септември 2010 г. е член на Временната комисия за изработване на Изборен кодекс. На 4 септември 2009 г. става член на Постоянната делегация на Народното събрание в Интерпарламентарната асамблея по православие.
Тодор Атанасов Димитров е член на Групата за приятелство България-Босна и Херцеговина, България-Бразилия и България-Русия. Той е и председател на Групата за приятелство България-Дания.
Той е неженен.